# 徳川準子
徳川 準子（とくがわ のりこ、1832年1月11日（天保2年12月9日） - 1902年（明治35年）10月2日）は、江戸時代後期から明治時代の女性、歌人。尾張藩第14代藩主・徳川慶勝の正室。父は丹羽長富。別名は矩姫（かねひめ）。院号は貞徳院。

## 生涯
二本松藩主・丹羽長富の三女として生まれる。母は側室の松尾氏。19歳のときに尾張藩主・徳川慶勝の正室となる。妹の政姫は、慶勝の実弟で慶勝の隠居謹慎を受けて尾張藩主を継ぐことになる徳川茂徳の正室となった。
植松茂岳と植松有経に和歌を学び、『貞徳院殿和歌集』がある。
1902年（明治35年）、死去。